# Projekt Gutenberg
Projekt Gutenberg je projekt koji je započeo Michael Hart 1971. godine, s ciljem da sve knjige koje su u javnom vlasništvu prebaci u elektronički oblik, s dva vrlo pohvalna cilja:
- da ih se na taj način sačuva (jer papir trune)
- da budu dostupne preko interneta svakome koga zanimaju, tko je željan znanja

Od (travnja 2014.-te godine), dostupno je preko 45.000 naslova, s prosjekom od 50-ak novih knjiga tjedno.
Većina sadržaja su radovi i literatura zapadnjačke kulture. U projektu Gutenberg, osim romana, poezije, kratkih priča i drame, nalaze se i kuharice, stručni radovi i slično. Također, u kolekciji postoje i audio zapisi te glazbene note. Ako se pitate kako pomoći, odgovor je jednostavan. Ne morate imati niti knjige, niti skener, niti OCR softver, dovoljna je dobra volja. 

## Povijest Projekta Gutenberg
Godine 2000.-te Charles Franks pokrenuo je Projekt Gutenberg Distributed Proofreaders internetske stranice, putem kojih možete online pomoći projektu. U vašem web pregledniku (nakon što stvorite korisnički račun), otvorit će se sučelje gdje ćete gore vidjeti skeniranu sliku stranice, a dolje prepoznat tekst (ako je vaš ekran veći ili s jačom rezolucijom, moguće je i da se slika pojavi lijevo, a tekst desno). Moto projekta je "svaki član jednu stranicu dnevno", u ovom trenutku ima oko 14.000 članova, a oni dnevno "odrade" prosječno 5.000 stranica.

## Gutenberg izdanja
Većina izdanja je na engleskom, ali postoji i značajan broj na drugim jezicima. Od kolovoza 2006.-e, su, osim na engleskom, zastupljeni tekstovi i na ovim jezicima: francuski, njemački, finski, nizozemski, i španjolski.

## Autorska prava
Projekt Gutenberg je oprezan u potvrđivanju statusa knjiga po američkom zakonu o autorskim pravima. Materijal se dodaje u projekt tek nakon što je dobio potvrdu, a potvrde o objavljivanju čuvaju se za buduće potrebe.
Za razliku od nekih drugih sličnih projekata, Gutenberg nema autorska prava na naslove koje objavljuje umjesto toga podupire besplatno korištenje, reprodukciju i distribuciju.
Većina knjiga projekta Gutenberg su distribuirane kao državno vlasništvo unutar zakona o autorskim pravima. Licenca koja dolazi sa svakom knjigom stavlja neke restrikcije na to što se može činiti s tekstom. (npr. distribuiranje u izmijenjenoj formi ili za komercijalne svrhe). Ako nema zaštitnog znaka onda tekst može biti korišten bez ikakvih restrikcija.
Projekt je u početku bio kritiziran zbog neodgovarajućeg navođenja detalja, ispuštanja predgovora izvornog izdavača i sl. Znatno poboljšanje u očuvanju tekstova vidi se pri usporedbi starih i novih - većina novih tekstova očuva podatak o izdavanju i predgovor.

## Vanjske poveznice
Svi povezani projekti su neovisne organizacije koje dijele isti cilj, i dobili su odobrenje za uporabu zaštitnog znaka Projekta Gutenberg. Obično su usredotočeni na određeni jezik ili naciju.
- Projekt Gutenberg
- Projekt Gutenberg u Australiji (Australija ima različit zakon o autorskom pravu od zemalja EU i SAD-a)
- Project Gutenberg Europa
- Projekt Gutenberg Distributed Proofreaders
- Distributed Proofreaders Europa  Arhivirana inačica izvorne stranice od 25. listopada 2005. (Wayback Machine)
- http://onlinebooks.library.upenn.edu/okbooks.html Stranica koja navodi trajanje autorskih prava za 133 države svijeta.